# Lago Comunelli
Il lago Comunelli è un lago artificiale che si trova nel comune di Butera, in provincia di Caltanissetta, in Sicilia.

## Descrizione
Ha avuto origine a seguito di una diga, costruita per creare delle riserve d'acqua in caso di siccità, per le esigenze della provincia. Il lago è alimentato dal suo immissario, il  torrente Comunelli, che nasce a nord di Butera, e poi viene deviato dall'omonima diga. Il suo emissario, va a sfociare tra Manfria (Gela) e Tenutella (Butera).